# Philipine van Aanholt
Philipine van Aanholt (sinh ngày 26 tháng 5 năm 1992) là một thủy thủ đến từ Curaçao, thi đấu chủ yếu trong lớp Laser Radial. Cô là con gái của cựu thủy thủ Olympic Cor van Aanholt, người đã tham gia Thế vận hội Mùa hè 2000 trong lớp học Laser. Sau khi Ủy ban Olympic quốc gia Hà Lan Antilles bị Ủy ban Olympic quốc tế công nhận sau khi giải thể Antilles Hà Lan năm 2010, Van Aanholt được phép tham gia Thế vận hội mùa hè 2012 với tư cách là một vận động viên Olympic độc lập. Cô đã hoàn thành ở vị trí thứ 36 trong tổng số 41 đối thủ cạnh tranh với vị trí thứ 16 là kết quả tốt nhất của cô trong cuộc đua 7. Cô là người mang cờ của Aruba tại lễ khai mạc Đại hội Thể thao Pan American 2015.